# Alex Iacovitti
Alexander Iacovitti (Nottingham, 2 settembre 1997) è un calciatore scozzese di origini italiane, difensore del St. Mirren.

## Biografia
Nasce a Nottingham, in Inghilterra, da padre italiano e madre scozzese.

## Caratteristiche tecniche
È un difensore centrale.

## Carriera

### Club
Cresciuto nelle giovanili del Nottingham Forest, esordisce in prima squadra il 6 agosto 2016 in occasione della partita di campionato vinta per 4-3 contro il Burton Albion giocando per intero il match.

### Nazionale
Vanta 27 presenze con le rappresentative giovanili scozzesi dall'Under-17 all'U-21.

## Statistiche

### Presenze e reti nei club
Statistiche aggiornate al 17 maggio 2025.
| Stagione        | Squadra           | Campionato      | Campionato | Campionato | Coppe nazionali | Coppe nazionali | Coppe nazionali | Coppe continentali | Coppe continentali | Coppe continentali | Altre coppe | Altre coppe | Altre coppe | Totale | Totale | Totale |
| Stagione        | Squadra           | Comp            | Pres       | Reti       | Comp            | Pres            | Reti            | Comp               | Pres               | Reti               | Comp        | Pres        | Reti        | Pres   | Reti   |        |
| --------------- | ----------------- | --------------- | ---------- | ---------- | --------------- | --------------- | --------------- | ------------------ | ------------------ | ------------------ | ----------- | ----------- | ----------- | ------ | ------ | ------ |
| ago. 2016       | Nottingham Forest | FLC             | 2          | 0          | FACup+CdL       | 0               | 0               |                    | -                  | -                  |             | -           | -           | 2      | 0      |        |
| 2016-gen. 2017  | Mansfield Town    | FL2             | 8          | 0          | FACup+CdL       | 0               | 0               |                    | -                  | -                  | FLT         | 0           | 0           | 8      | 0      |        |
| 2017-gen. 2018  | Forest Green      | FL2             | 14         | 1          | FACup+CdL       | 1+0             | 0               |                    | -                  | -                  | FLT         | 4           | 0           | 19     | 1      |        |
| gen.-giu. 2019  | Oldham Athletic   | FL2             | 9          | 1          |                 | -               | -               |                    | -                  | -                  |             | -           | -           | 9      | 1      |        |
| 2019-2020       | Oldham Athletic   | FL2             | 24         | 0          | FACup+CdL       | 2+1             | 0               |                    | -                  | -                  | FLT         | 3           | 1           | 30     | 1      |        |
| 2020-2021       | Ross County       | SP              | 36         | 2          | CS+CdL          | 0+6             | 0+2             |                    | -                  | -                  |             | -           | -           | 42     | 4      |        |
| 2021-2022       | Ross County       | SP              | 31         | 2          | CS+CdL          | 0+2             | 0+2             |                    | -                  | -                  |             | -           | -           | 33     | 4      |        |
| 2022-2023       | Ross County       | SP              | 36         | 3          | CS+CdL          | 0+5             | 0+1             |                    | -                  | -                  |             | -           | -           | 41     | 4      |        |
| 2023-2024       | Port Vale         | FL1             | 31         | 1          | FACup+CdL       | 2+3             | 0               |                    | -                  | -                  | FLT         | 2           | 0           | 38     | 1      |        |
| 2024-2025       | St. Mirren        | SP              | 14         | 1          | CS+CdL          | 1+1             | 0               | UECL               | 3                  | 2                  |             | -           | -           | 19     | 3      |        |
| Totale carriera | Totale carriera   | Totale carriera | 205        | 11         |                 | 24              | 5               |                    | 3                  | 2                  |             | 9           | 1           | 241    | 19     |        |